# Jozef Chovanec
|  | No s'ha de confondre amb Josef Schovanec. |

Jozef Chovanec   (Dolné Kočkovce, 7 de març de 1960) és un exfutbolista txec de la dècada de 1980.
Fou 52 cops internacional amb la selecció txecoslovaca amb la qual participà en la Copa del Món de Futbol de 1990.
Pel que fa a clubs, defensà els colors de Sparta Praga i PSV Eindhoven.